# Молитвино (Псковский район)
Молитвино — деревня в Карамышевской волости Псковского района Псковской области России.
Расположена в 2 км к северу от села Карамышево и в 31 км к востоку от центра города Пскова.
Численность населения деревни по состоянию на 2000 год составляла 1 человек.